# عنبسة (اسم)
عنبسة هو اسم علم مذكر من أصل عربي، ومعناه هو الأسد؛ سمي بذلك لأنه عبوس فالنون في الاسم غير أصيلة، والعنبس الأمة الرعناء، وعنبسة بن سحيم الكلبي أمير الأندلس زمن هشام بن عبد الملك (ت 107هـ).

## الأصل اللغوي
كلمه عنبسه هي في الاصل كلمه حبشيه بمعني الاسد وجائت عندما حدث الاختلاط بين اليمن والحبشه

## شخصيات تحمل الاسم
- عنبسة الفيل
- عنبسة بن إسحق ( – 860)
- عنبسة بن سحيم الكلبي
- عنبسة بن سعيد بن العاص الأموي (تابعي، وراوي حديث نبوي من الثقات)

## وصلات خارجية
- موسوعة السلطان قابوس لأسماء العرب نسخة محفوظة 5 أبريل 2019 على موقع واي باك مشين.